# أحمد محمد الغامدي
أحمد بن محمد عبوش الغامدي هو أكاديمي سعودي وعضو في مجلس الشورى السعودي منذ أن تم تعيينه بأمر ملكي في 3 ربيع الأول، 1438هـ الموافق لـ2 ديسمبر 2016م. ولد أحمد الغامدي في محضرة، بمنطقة الباحة عام 1/7/1370هـ - 7/4/1951م.

## الحياة التعليمية
- أستاذ مشارك بجامعة الملك سعود 13/5/1415هـ الموافق 19/11/1991م[2]
- دكتوراه – اقتصاد - كلية العلوم الاجتماعية والإنسانية جامعة ولاية كلورادو - الولايات المتحدة الأمريكية، 1982م
- ماجستير – اقتصاد - كلية العلوم والآداب – جامعة دنفر - الولايات المتحدة الأمريكية، 1978م
- بكالوريوس - اقتصاد وعلوم سياسية - كلية التجارة جامعة الرياض - جامعة الملك سعود، 1972م

## الحياة المهنية
- عضو مجلس الشورى اعتباراً من 3/3/1434هـ.[2]
- مستشار أعلى للأبحاث: مركز الملك عبد الله للدراسات والبحوث البترولية .
- مستشار – مكتب وزير البترول والثروة المعدنية – 1413هـ (1993م)
- أستاذ مشارك – قسم العلوم الإدارية والإنسانية – كلية الملك عبد العزيز الحربية (1412- 1413 هـ) – (1992 – 1993م)
- أستاذ مساعد – قسم العلوم الإدارية – كلية الملك عبد العزيز الحربية )1403-1412هـ) – (1983 – 1992م)
- أستاذ مساعد زائر – قسم الاقتصاد – جامعة ولاية كلورادو (1411هـ) - (1990م)
- معيد – كلية الملك عبد العزيز الحربية (1392-1395هـ) – (1972– 1994م)
- رئيس قسم العلوم الإدارية (1407/2/20 - 1410/2/20هـ) – (1987 –1990م)
- رئيس قسم متابعة المبتعثين (1404/3/1 - 1406/8/1هـ) – (1984 – 1986م)
- مستشار غير متفرغ – الأمانة العامة لمجلس القوى العامة (1404/7/1 - 1405/7/3هـ) – (1984 - 1985م).
- مستشار غير متفرغ – مكتب وزير التخطيط – وزارة التخطيط (1406/2/1- 1408/2/1هـ) – (1985- 1987م).
- مستشار غير متفرع – مكتب وزير البترول والثروة المعدنية (1412/11/1 - 1413/8/21هـ)

## عضويات المجالس واللجان
- متعاون مع لجنة تطوير القوات المسلحة (1411/12/1 - 1411/3/30هـ).[2]
- عضو في اللجنة المشكلة لإعداد الخطة الخمسية بقطاع البترول
- عضو لجنة تكوين الأمانة العامة لمنتدى الطاقة العالمي والمشاركة في أعمالها
- عضو الفريق السعودي في اللجنة الاقتصادية لمنظمة الأوبك وعضو الوفد السعودي في الاجتماعات الوزارية للمنظمة
- ممثل المملكة في اللجنة المشكلة لإعداد الإستراتيجية البترولية الموحدة لدول مجلس التعاون
- ممثل الوزارة في اللجنة المشكلة بوزارة المالية لبحث سبل تفعيل دور المملكة في المؤتمر الاقتصادي العربي الأول
- عضو فريق العمل المشترك للتعاون البترولي مع كل من كوريا وبريطانيا والهند والصين واليابان
- عضو لجنة تحديث الإستراتيجية البترولية للمملكة العربية السعودية
- رئيس لجنة بلورة إستراتيجية للتعامل مع دول أسيا الوسطى في مجال البترول والغاز
- رئيس الفريق المشكل لدراسة الوضع الاقتصادي والاستثماري على الطبيعة في تركمانستان وإعداد اتفاقية التعاون الثنائي بين المملكة وتركمانستان
- ممثل المملكة في المجلس التنفيذي لأمانة منتدى الطاقة الدولي
- ممثل المملكة في اللجنة الاقتصادية لمنظمة الأوبك حتى مارس 2012م
- عضو اللجنة الخليجية المشكلة لتحديث الإستراتيجية البترولية لدول مجلس التعاون
- رئيس اللجنة الخليجية المشكلة لإعداد آليات تنفيذ الإستراتيجية البترولية الدول المجلس

## المؤلفات والبحوث
- أحمد عبوش الغامدي : (قانون الضرائب المعادلة الأمريكية ودول مجلس التعاون، بعض الحلول البلدية)، التعاون، السنة الثالثة 10 أبريل 1988م (ص133- 143).[2]
- أحمد عبوش الغامدي (محددات الإنفاق الحكومي في دول مجلس التعاون)، التعاون – السنة السادسة، مارس 1991م ص (92 - 102).
- Ahmad M.A. GHAMDI, "Revenue Fluctuation and Current and Development Expenditures in the GCC Countries", Development Policy Review, مجلد شهر مارس 1001, pp. 29-36
- Ahmad M. A. GHAMDI, "Growth of Public Expenditures in the GCC Countries: A Test of Wagner's Law and Possible Spill in Effect", Studi Economici , No. 43,1991, pp. 161482
- Liang - Shing Fan and Ahmad M.A. GHAMDI: "Money Illusion and the LM Curve: A Pedagogic Note" British Review of Economic Issues, Volume 13, No.31 أكتوبر سنة 1991, pp. 67-72
- Liang - Shing Fan and Ahmad M. A. GHAMDI: "Pre-Gulf Conflict Military Expenditures by GCC: An Economic Analysis" International Review of Economics and Business. VOL. XXXIX, 1991
- Ahmad M. A. GHAMDI, "Interest Rate and the Money Demand Function in Developing Countries: Case of Saudi Arabia " Pakistan Journal of Applied Economics, 3rd Quarter 1989
- Ahmad M. A. GHAMDI: "Economic Development and Revenue Instability; The Saudi Experience) " METU Studies for Development, 1991
- Ahmad M. A. GHAMDI: "The Demand for International Reserves in the Gulf Co-Operation Council Countries" The IDEA-International, Vol.2, SNo. 11 July-December, 1992 p.p. 8-10

## وصلات خارجية
- موقع مجلس الشورى السعودي الرسمي.
- معرض صور مجلس الشورى السعودي.